# Nam Su-il
Nam Su-il (Hangeul: 남수일; * 26. Juni 1912; † 24. Mai 1972) war ein südkoreanischer Gewichtheber.

## Werdegang
Im Jahre 1940 war Tokio als Austragungsort der Olympischen Sommerspiele vorgesehen. Aus diesem Grunde wurden in Japan, zu dem damals auch Korea gehörte, große Anstrengungen unternommen dort auch das Gewichtheben populär zu machen. Ende der 1930er Jahre zeigten sich erste Erfolge. Im Gewichtheben waren es meist koreanische Sportler, die in Japan ausgebildet wurden und Weltniveau erreichten. Einer von ihnen war Nam Su-il, dessen Name als Nan Juitsu japanisiert wurde. 1938 fand die Weltmeisterschaft im Gewichtheben in Wien statt, bei der noch keine japanischen Sportler am Start waren. Von 1939 bis 1945 fanden keine Weltmeisterschaften statt und auch die Olympischen Spiele 1940 in Tokio fielen wegen des Zweiten Weltkrieges aus. Es war großes Pech für Nam Su-il, dass er aus diesem Grunde in diesen Jahren an keinen internationalen Meisterschaften teilnehmen konnte, weil das seine leistungsstärksten Jahre waren. Dies beweisen seine Weltrekorde, die er aufgestellt hatte. Seinen ersten Weltrekord erzielte er als Federgewichtler 1938 in Yokohama, als er im beidarmigen Drücken 97,5 kg schaffte. 1939 erhöhte er diesen Weltrekord in Osaka auf 105 kg. 1940 erzielte er in Tokio im Federgewicht mit 335 kg im olympischen Dreikampf eine neue inoffizielle Welthöchstleistung. Weltrekorde in den Mehrkämpfen wurden damals nicht geführt.
Mit diesen Leistungen hätte Nam Su-il gute Chancen gehabt, bei den Olympischen Spielen 1940 oder, wenn solche zum Austrag gekommen wären, auch 1944 ganz Vorne zu sein. Kim Su-il, nach der koreanischen Unabhängigkeit in Korea lebend, musste bis zum Jahre 1947 warten, ehe er an einer internationalen Meisterschaft, der Weltmeisterschaft 1947 in Philadelphia an den Start gehen konnte. Inzwischen 36 Jahre alt war er aber nicht mehr so leistungsstark wie in den Jahren 1938 bis 1940. Er erreichte in Philadelphia im Federgewicht aber immerhin eine Dreikampfleistung von 307,5 kg, mit der er hinter dem US-Amerikaner Robert Higgins den 2. Platz belegte.
1948 startete er bei den Olympischen Spielen 1948 in London und erreichte im Federgewicht mit 307,5 kg (92,5-92,5-122,5) einen hervorragenden 4. Platz. Auch bei den Olympischen Spielen 1952 in Helsinki war er, inzwischen Vierzigjährig, noch einmal am Start. Er erzielte dort im olympischen Dreikampf 300 kg (90-90-120) und kam auf den 11. Platz.
Danach beendete er seine Laufbahn.

## Internationale Erfolge
| Jahr | Platz | Wettbewerb         | Gewichtsklasse | Ergebnisse |
| 1947 | 2.    | WM in Philadelphia | Feder          | mit 307,5 kg, hinter Robert Higgins, USA, 310 kg, vor Emerick Ishikawa, USA, 302,5 kg |
| 1948 | 4.    | OS in London       | Feder          | mit 307,5 kg (92,5-92,5-122,5), hinter Mahmoud Fayad, Ägypten, 332,5 kg (92,5-105-135), Rodney Wilkes, Trinidad und Tobago, 317,5 kg (97,5-97,5-122,5) und Mohammad Jafar Salmasi, Iran, 312,5 kg (100-97,5-115) |
| 1952 | 11.   | OS in Helsinki     | Feder          | mit 300 kg (90-90-120); Sieger: Rafael Tschimischkjan, UdSSR, 337,5 kg, vor Nikolai Saksonow, UdSSR, 332,5 kg |

Erläuterungen
- alle Wettkämpfe im olympischen Dreikampf, bestehend aus beidarmigem Drücken, Reißen und Stoßen
- WM = Weltmeisterschaft, OS = Olympische Spiele
- Federgewicht, Gewichtsklasse bis 60 kg Körpergewicht